# 광릉공
광릉공 왕면(廣陵公 沔, ? ~ 1218년)은 고려의 왕족이다. 고려 제11대 문종(文宗)의 고손자이며, 조선공 도(朝鮮公 燾, ? ~ 1099)의 증손자이다. 성은 왕(王), 본관은 개성(開城), 이름은 면(沔)이다.

## 생애
광릉공 왕면의 생년은 확실치 않으며, 공화후 왕영(恭化候 王瑛)과 인종(仁宗)의 딸인 승경궁주 왕씨(承慶宮主 王氏)의 사이에서 태어났다. 또한, 의종(毅宗)의 딸인 화순궁주(和順宮主)와 혼인하였다. 신종은 왕면에게 수사공(守司空)·상주국(上柱國)·광릉후(廣陵侯)의 관작을 주고 뒤에 공(公)으로 승진시켰다. 왕면은 고종 5년(1218)에 졸하였는데, 성품이 순후하고 침착하고 조용했으며 글씨를 잘 썼고 여러 기술을 가지고 있었다고 한다. 특히 의술에 정통하여 약을 쌓아두고서 사람을 낫게 하는 것을 자기 일로 삼았으며, 종기를 앓는 이들은 모조리 그의 집에 찾아갔는데, 전혀 싫은 기색을 보이지 않으니 사람들이 다들 탄복하였다.

## 가족 관계
- 증조부 : 조선공 증 양헌왕 도(朝鮮公 贈 禳憲王 燾, ? ~1099)
- 증조모 : 인주 이씨(李氏)
  - 조부 : 강릉공 온(江陵公 溫, ? ~1146)
  - 조모 : 미상
    - 고모 : 인종(仁宗)의 차남 대령후 왕경(大寧侯 王暻)의 부인[1]
    - 고모 : 명종(明宗)의 정비 광정태후 김씨(光靖太后 金氏)
      - 고종사촌 : 고려 제22대 강종(康宗, 1152~1213 재위: 1211~1213)

    - 고모 : 신종(神宗)의 정비 선정태후 김씨(宣靖太后 金氏, ? ~1222)
      - 고종사촌 : 고려 제21대 희종(熙宗, 1181~1237 재위: 1204~1211)

    - 아버지 : 공화후 영(恭化候 瑛, 1126~1186)

  - 외조부 : 인종(仁宗, 1109~1146 재위: 1122~1146)
  - 외조모 : 공예왕후 임씨(恭睿王后 任氏, 1109~1183)
    - 어머니 : 승경궁공주 왕씨(承慶宮公主 王氏)
      - 누나 : 왕씨(王氏, 1150~1185)

    - 장인 겸 고모부 : 고려 제18대 의종(毅宗, 1127~ 1173 재위: 1146~1170)
    - 장모 겸 고모 : 장경왕후 김씨(莊敬王后 金氏)
      - 부인 겸 고종사촌 : 화순궁주(和順宮主)